# Yves Dimier
Yves Dimier (ur. 25 lipca 1969 w Saint-Jean-de-Maurienne) – francuski narciarz alpejski. Zajął 16. miejsce w slalomie na igrzyskach w Lillehammer w 1994 r. co jest jego jedynym wynikiem olimpijskim. Jego najlepszym wynikiem na mistrzostwach świata było 8. miejsce w kombinacji na mistrzostwach w Vail w 1999 r. Najlepsze wyniki w Pucharze Świata osiągnął w sezonie 1995/1996, kiedy to zajął 25. miejsce w klasyfikacji generalnej, a w klasyfikacji slalomu był ósmy.

## Sukcesy

### Puchar Świata

#### Miejsca w klasyfikacji generalnej
- 1992/1993 – 128.
- 1993/1994 – 67.
- 1994/1995 – 32.
- 1995/1996 – 25.
- 1996/1997 – 61.
- 1997/1998 – 78.
- 1998/1999 – 82.

#### Miejsca na podium
1. Garmisch-Partenkirchen – 8 stycznia 1995 (slalom) – 3. miejsce
2. Bormio – 19 marca 1995 (slalom) – 3. miejsce
3. Madonna di Campiglio – 19 grudnia 1995 (slalom) – 2. miejsce